# لوسيان تريلا
لوسيان تريلا (بالبولندية: Lucjan Trela)‏ (مواليد 25 يونيو 1942) هو ملاكم بولندي، مثّل بلاده في الألعاب الأولمبية الصيفية 1968.

## روابط خارجية
لوسيان تريلا على موقع أوليمبيديا (الإنجليزية)
- لوسيان تريلا على موقع اللجنة الأولمبية البولندية (مؤرشف) (البولندية)